# John Foxx

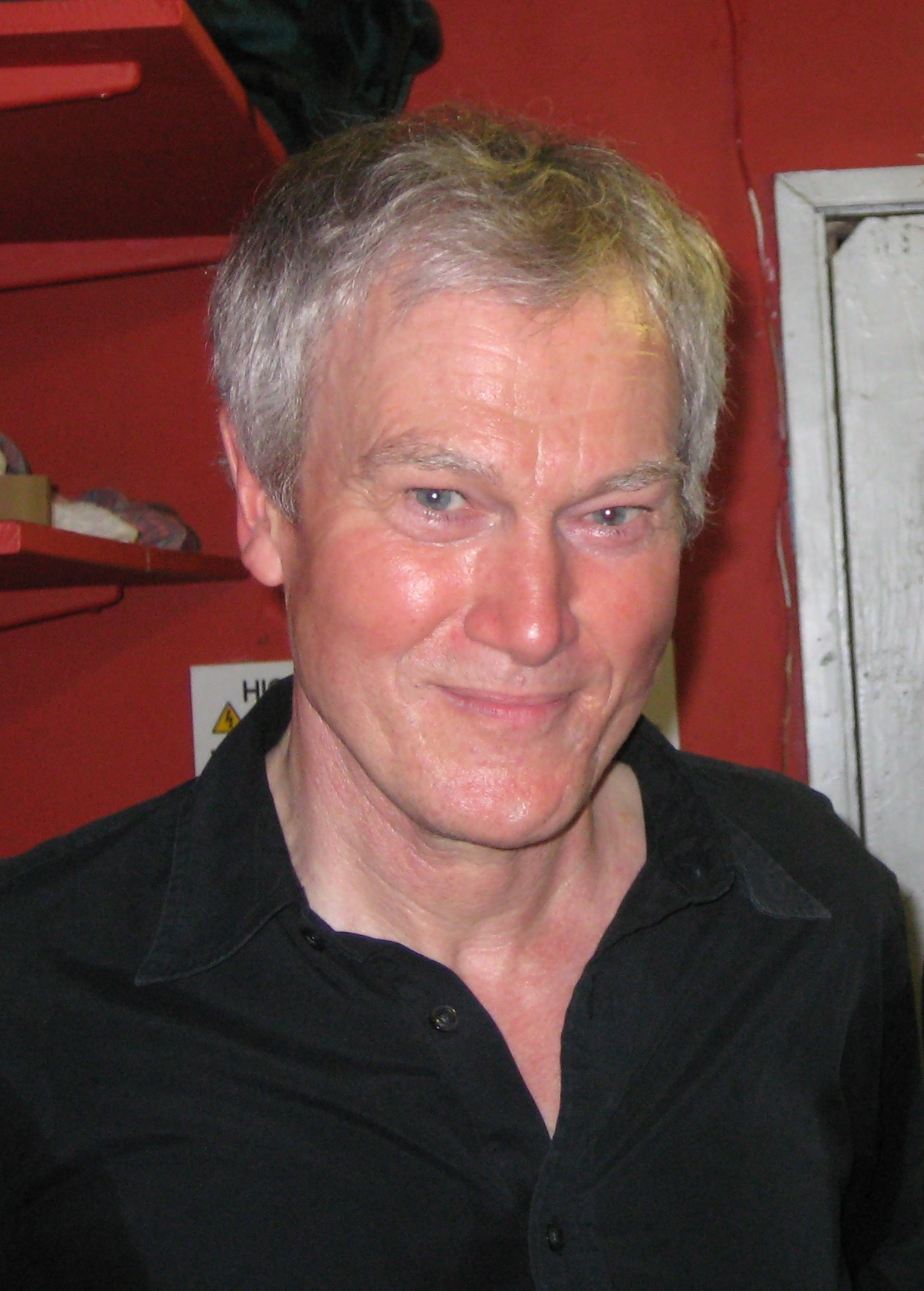
John Foxx (2008)

John Foxx (* 26. September 1948 in Chorley als Dennis Leigh) ist ein britischer Musiker und Grafikdesigner.

## Frühe Jahre
John Foxx wurde 1948 in Chorley in Nordwestengland als Dennis Leigh geboren. Sein Vater war als Grubenarbeiter und Boxer, seine Mutter als Mühlenarbeiterin tätig. Er besuchte in Chorley die St. Mary’s-Grundschule und die St. Augustine’s-Oberschule für Jungen sowie anschließend das Art College in Preston. Als 19-Jähriger war er beim 14 Hour Technicolor Dream zugegen, einem Festival der Gegenkultur, das Leigh tief beeindruckte und einen Grundstein für sein späteres künstlerisches Schaffen legte.

“A glimpse of possibilities. I started making plans.”

„Ein kurzer Blick auf Möglichkeiten. Ich begann, Pläne zu machen.“

Leigh begann ein Studium am Royal College of Art in London, wohin er 1975 fest umzog. 1976 schloss er sein Studium ab.

## Karriere
Er begann seine Karriere 1973, noch als Kunst- und Graphikdesignstudent, in der Glamrock-Band Tiger Lily. Beeinflusst durch das Aufkommen des Punk wechselte Tiger Lily 1976 ihren Stil, weg vom Glamrock und hin zu einer Fusion aus Punk und New Wave, und nannte sich fortan Ultravox!. Leigh war der kreative Kopf der Gruppe und brachte sein Interesse für Science-Fiction und eine europäische Perspektive auf Musik in die Band ein. Er nahm den Künstlernamen „John Foxx“ an. Für Leigh war dies nicht nur ein Name, sondern eine alternative Identität, die ihm helfen sollte, einer Überforderung durch das Musikerdasein entgegenzuwirken.

“I needed someone more intelligent, better looking, better lit and more capable of dealing with mayhem.”

„Ich brauchte jemanden, der intelligenter war als ich, besser aussah, inspirierter war und besser mit all dem Chaos umgehen konnte.“

Zwischen 1977 und 1978 veröffentlichte Ultravox (zunächst mit, später ohne Ausrufezeichen im Bandnamen) drei LPs, produziert unter anderem von Steve Lillywhite, Brian Eno und Conny Plank, und reduzierte dabei im Laufe der Zeit die Punk- zugunsten elektronischer Elemente. Das 1978 veröffentlichte Systems of Romance gilt als erstes Synthie-Pop-Album.
1979 verließ Foxx nach Abschluss einer von der Band selbst finanzierten USA-Tournee Ultravox, um sich einer Solokarriere zu widmen. Er unterzeichnete einen Plattenvertrag bei Virgin Records und veröffentlichte 1980 sein erstes Soloalbum Metamatic, das in Großbritannien Platz 18 der Albumcharts erreichte. Als Label wurde „Metal Beat Records“ genannt – unter diesem Label wurden alle Foxx-Alben während der Virgin-Zeit veröffentlicht. Bis 1985 folgten drei weitere Alben. In dieser Zeit richtete Foxx sein eigenes Studio namens The Garden ein, in dem er u. a. Siouxsie and the Banshees, The Cure und Depeche Mode produzierte. 1983 schrieb er Teile der Filmmusik zu Michelangelo Antonionis Identifikation einer Frau. In diesem Jahr absolvierte er noch einige Liveauftritte, was er anschließend für 14 Jahre einstellte.
1985 verlor Foxx das Interesse an Musik, verkaufte sein Studio an Matt Johnson von The The und konzentrierte sich auf seine Karriere als Grafikdesigner. Unter anderem gestaltete er die Buchcover von Des Mauren letzter Seufzer (Salman Rushdie) und A Dead Man in Deptford (Anthony Burgess).
Um 1990 herum begann er, beeinflusst durch die in London aufgekommene Acid House-Szene, wieder im Bereich Musik zu arbeiten. Zusammen mit u. a. Tim Simenon von Bomb The Bass gründete er das Projekt Nation 12 (auch: Nation XII), kreierte unter diesem Label die Musik für zwei Computerspiele der Firma Bitmap Brothers (Speedball 2 (1990) und Gods (1991)) und veröffentlichte zwei Acid House-EPs. Für das Techno-Duo LFO war er als Regisseur für das Musikvideo zum gleichnamigen Stück tätig. Parallel hatte er einen Lehrauftrag für Grafikdesign an der Leeds Metropolitan University inne.
1997 veröffentlichte Foxx nach längerer Pause zwei neue Alben und trat nach 14 Jahren Pause wieder live auf. Seitdem war er kontinuierlich aktiv und veröffentlichte teils mehrere Alben pro Jahr. Neben Soloalben erschienen Kooperationsalben mit Louis Gordon, Steve D’Agostino, Steve Jansen, Robin Guthrie, Harold Budd und Theo Travis.
Seit 2009 arbeitet Foxx mit dem Londoner Musiker und Produzenten Benge zusammen. Der musikalische Output der beiden firmiert unter dem Label John Foxx and the Maths. 2015 war er am Soundtrack des Dokumentarfilms Blue Velvet Revisited des deutschen Regisseurs Peter Braatz beteiligt.
Im November 2020 veröffentlichte Foxx mit The Quiet Man eine Sammlung von Kurzgeschichten. 2022 erschien die Novelle The Lake beim britischen Verlag Nightjar Press.

## Privates
Foxx hat einen Sohn, John (* 1985), der unter dem Pseudonym Karborn als Multimediakünstler tätig ist. Im Juli 2014 wurde John Foxx die Ehrendoktorwürde der britischen Edge Hill University verliehen. Er lebt in Bath.

## Werk
Als eines der prägenden Erlebnisse seiner Jugend bezeichnet Foxx den Besuch des Festivals The 14 Hour Technicolor Dream mit 18 Jahren, das für ihn „die Manifestation einer kulturellen Explosion“ dargestellt habe.
Die drei Ultravox-Alben und Foxx' erstes Soloalbum trugen laut laut dem Classic-Pop-Magazin zur „Formung der musikalischen Landschaft der späten 1970er- und 1980er-Jahre bei“; Künstler wie Gary Numan oder Duran Duran seien in ihrem Werk stark von den ersten drei Ultravox-Alben beeinflusst.
Metamatic markierte einen Entwicklungsschritt, da Foxx mit Ausnahme einiger Bass-Sequenzen auf sämtliche nicht-elektronische Instrumente verzichtete. Rhythmusbetonte Stücke dominierten (Blurred Girl); die fragmentarischen Melodien dienten mehr zur atmosphärischen Untermalung (The Plaza). Allgemein gilt das Album als Musterbeispiel des „kalten“ Pop, der den Gegensatz von warmer Innen- und kalter (technischer) Außenwelt widerspiegelt. Die Auskopplung Underpass gilt bis zum heutigen Tag als bekanntestes Solo-Stück von Foxx.
The Garden (1981) dagegen verkündet bereits die romantische Tendenz der folgenden beiden Alben, greift aber auch Motive aus der Schlussphase seiner Zeit bei Ultravox auf (Systems of Romance). Erstmals enthielten einige Editionen auch graphische Kunstwerke Foxx’.
The Golden Section (1983) markiert die Fortführung dieser Entwicklung. Neben meditativ-melancholischen Stücken im Stile von The Garden (Ghosts on Water, Twilight’s Last Gleaming) finden sich hier auch eingängige Pop-Hymnen (Your Dress, Endlessly).
Den Höhepunkt findet diese Entwicklung in dem Album In Mysterious Ways (1985), das sowohl mit aufwendig produzierten Pop-Songs (Enter the Angel 1, Stars on Fire), als auch mit lieblich-romantischen Musikepen (Morning Glory, Enter the Angel 2) glänzt.
1985 und 1987 produziert und komponiert Foxx für Anne Clark Stücke ihrer LPs Pressure Points und Hopeless Cases, wobei manche Lieder (Alarm Call) in musikalischer Hinsicht durchaus an die In-Mysterious-Ways-Phase erinnern.
Shifting City (1997, in Kooperation mit Louis Gordon) greift Motive aus Metamatic auf, vermischt sie aber mit den Einflüssen der Neunziger, während Cathedral Oceans mehr ein Experiment in Sachen Ambient darstellt. Es folgten The Pleasures of Electricity (2001), Cathedral Oceans II (2003), das wieder sehr auf den Rhythmus minimalisierte Crash and Burn (2003) und Translucence/Drift Music (2003).
Im Jahr 2005 gab es vier Veröffentlichungen: Cathedral Oceans III (8. August), Mr. No, in der Neuauflage bei New Religion und nur als Vinyl erhältlich, sowie die 12" Maxi-Single Free Robot auf Hydrogen D in Zusammenarbeit mit den Metamatics (5. September). Außerdem erschien noch das Album Electrofear von seinem Projekt Nation 12, welches er bereits 1989/90 zusammen mit Tim Simenon von Bomb the Bass produziert hatte und das bisher unveröffentlicht blieb.
Mitte 2006 erschien das Instrumental-Album Tiny Colour Movies, Ende des Jahres eine weitere Koproduktion mit Louis Gordon namens From Trash. Mitte 2009 folgte in Zusammenarbeit mit einem Gründungsmitglied der Cocteau Twins, Robin Guthrie, das von äußerst sanften melodischen Gesangslinien geprägte Album Mirrorball, welches eine deutliche musikalische Verwandtschaft mit früheren Werken der Cocteau Twins aufweist.

## Diskografie
Alben

| Jahr | Titel              | Höchstplatzierung, Gesamtwochen, AuszeichnungChartsChartplatzierungen (Jahr, Titel, Platzierungen, Wochen, Auszeichnungen, Anmerkungen) | Anmerkungen   |
| Jahr | Titel              | UK | Anmerkungen   |
| ---- | ------------------ | --- | ------------- |
| 1980 | Metamatic          | UK18 (7 Wo.)UK |               |
| 1981 | The Garden         | UK24 (6 Wo.)UK |               |
| 1983 | The Golden Section | UK27 (3 Wo.)UK |               |
| 1985 | In Mysterious Ways | UK85 (1 Wo.)UK |               |
| 2020 | Howl               | UK80 (1 Wo.)UK | mit The Maths |

## Werke
- The Quiet Man. Rocket 88, London 2020, ISBN 978-1-910978-47-4.
- The Lake. Nightjar Press, Manchester 2022, ISBN 978-1-907341-68-7.